# Società Sportiva Gualdo 2003-2004
Questa pagina raccoglie le informazioni riguardanti la Società Sportiva Gualdo nelle competizioni ufficiali della stagione 2003-2004.

## Rosa
| N. |                   | Ruolo | Calciatore            |
| -- | ----------------- | ----- | --------------------- |
|    | Italia (bandiera) | C     | Roberto Balducci      |
|    | Italia (bandiera) | D     | Maurizio Betti        |
|    | Italia (bandiera) | C     | Giuseppe Brescia      |
|    | Italia (bandiera) | C     | Umberto Calcagno      |
|    | Italia (bandiera) | C     | Marco Campese         |
|    | Italia (bandiera) | A     | Antonio Chisena       |
|    | Italia (bandiera) | C     | Tiziano Di Lillo      |
|    | Italia (bandiera) | A     | Massimiliano Farrugia |
|    | Italia (bandiera) | D     | Andrea Fiumana        |
|    | Italia (bandiera) | P     | Luca Formica          |
|    | Italia (bandiera) | D     | Salvatore Fusco       |

| N. |                   | Ruolo | Calciatore                |
| -- | ----------------- | ----- | ------------------------- |
|    | Ghana (bandiera)  | C     | Abdullah Fusseini         |
|    | Italia (bandiera) | A     | Fabio Gentili             |
|    | Italia (bandiera) | D     | Luca Locatelli            |
|    | Italia (bandiera) | A     | Loreto Macciocca          |
|    | Italia (bandiera) | C     | Spartaco Memè             |
|    | Italia (bandiera) | D     | Riccardo Pagliuchi        |
|    | Italia (bandiera) | D     | Claudio Pochintesta Patti |
|    | Italia (bandiera) | C     | Mauro Puglia              |
|    | Italia (bandiera) | A     | Paolo Rossi               |
|    | Italia (bandiera) | C     | Alessandro Scarponi       |
|    | Italia (bandiera) | P     | Stefano Tajolini          |